# Sant Gèire
Sant Gèire (en francès Saint-Jeures) és un municipi francès situat al departament de l'Alt Loira i a la regió d'Alvèrnia-Roine-Alps. L'any 2007 tenia 875 habitants.

## Demografia

### Població
El 2007 la població de fet de Saint-Jeures era de 875 persones. Hi havia 347 famílies de les quals 94 eren unipersonals (47 homes vivint sols i 47 dones vivint soles), 111 parelles sense fills, 114 parelles amb fills i 28 famílies monoparentals amb fills.
La població ha evolucionat segons el següent gràfic:
Habitants censats

### Habitatges
El 2007 hi havia 743 habitatges, 359 eren l'habitatge principal de la família, 339 eren segones residències i 45 estaven desocupats. 723 eren cases i 18 eren apartaments. Dels 359 habitatges principals, 288 estaven ocupats pels seus propietaris, 52 estaven llogats i ocupats pels llogaters i 19 estaven cedits a títol gratuït; 3 tenien una cambra, 20 en tenien dues, 61 en tenien tres, 118 en tenien quatre i 157 en tenien cinc o més. 286 habitatges disposaven pel capbaix d'una plaça de pàrquing. A 145 habitatges hi havia un automòbil i a 177 n'hi havia dos o més.

### Piràmide de població
La piràmide de població per edats i sexe el 2009 era:
| Homes | Edats   | Dones |
| ----- | ------- | ----- |
| 0     | 95 o +  | 0     |
| 4     | 90 a 94 | 8     |
| 0     | 85 a 89 | 12    |
| 8     | 80 a 84 | 12    |
| 8     | 75 a 79 | 20    |
| 24    | 70 a 74 | 28    |
| 20    | 65 a 69 | 28    |
| 36    | 60 a 64 | 24    |
| 12    | 55 a 59 | 12    |
| 16    | 50 a 54 | 32    |
| 40    | 45 a 49 | 20    |
| 24    | 40 a 44 | 32    |
| 40    | 35 a 39 | 28    |
| 20    | 30 a 34 | 16    |
| 16    | 25 a 29 | 12    |
| 24    | 20 a 24 | 20    |
| 32    | 15 a 19 | 4     |
| 20    | 10 a 14 | 24    |
| 24    | 5 a 9   | 24    |
| 32    | 0 a 4   | 24    |

## Economia
El 2007 la població en edat de treballar era de 538 persones, 372 eren actives i 166 eren inactives. De les 372 persones actives 346 estaven ocupades (206 homes i 140 dones) i 26 estaven aturades (12 homes i 14 dones). De les 166 persones inactives 72 estaven jubilades, 44 estaven estudiant i 50 estaven classificades com a «altres inactius».

### Ingressos
El 2009 a Saint-Jeures hi havia 380 unitats fiscals que integraven 904 persones, la mediana anual d'ingressos fiscals per persona era de 14.983 €.

### Activitats econòmiques
Dels 29 establiments que hi havia el 2007, 1 era d'una empresa alimentària, 3 d'empreses de fabricació d'altres productes industrials, 6 d'empreses de construcció, 7 d'empreses de comerç i reparació d'automòbils, 3 d'empreses de transport, 3 d'empreses d'hostatgeria i restauració, 1 d'una empresa d'informació i comunicació, 1 d'una empresa immobiliària, 1 d'una empresa de serveis, 2 d'entitats de l'administració pública i 1 d'una empresa classificada com a «altres activitats de serveis».
Dels 9 establiments de servei als particulars que hi havia el 2009, 1 era una oficina de correu, 2 paletes, 2 fusteries, 2 electricistes i 2 restaurants.
Dels 3 establiments comercials que hi havia el 2009, 1 era una botiga de menys de 120 m², 1 una fleca i 1 una carnisseria.
L'any 2000 a Saint-Jeures hi havia 62 explotacions agrícoles que ocupaven un total de 1.440 hectàrees.

## Equipaments sanitaris i escolars
El 2009 hi havia 1 escola maternal i 1 escola elemental.

## Poblacions més properes
El següent diagrama mostra les poblacions més properes.